# Hunsrückhöhenstraße

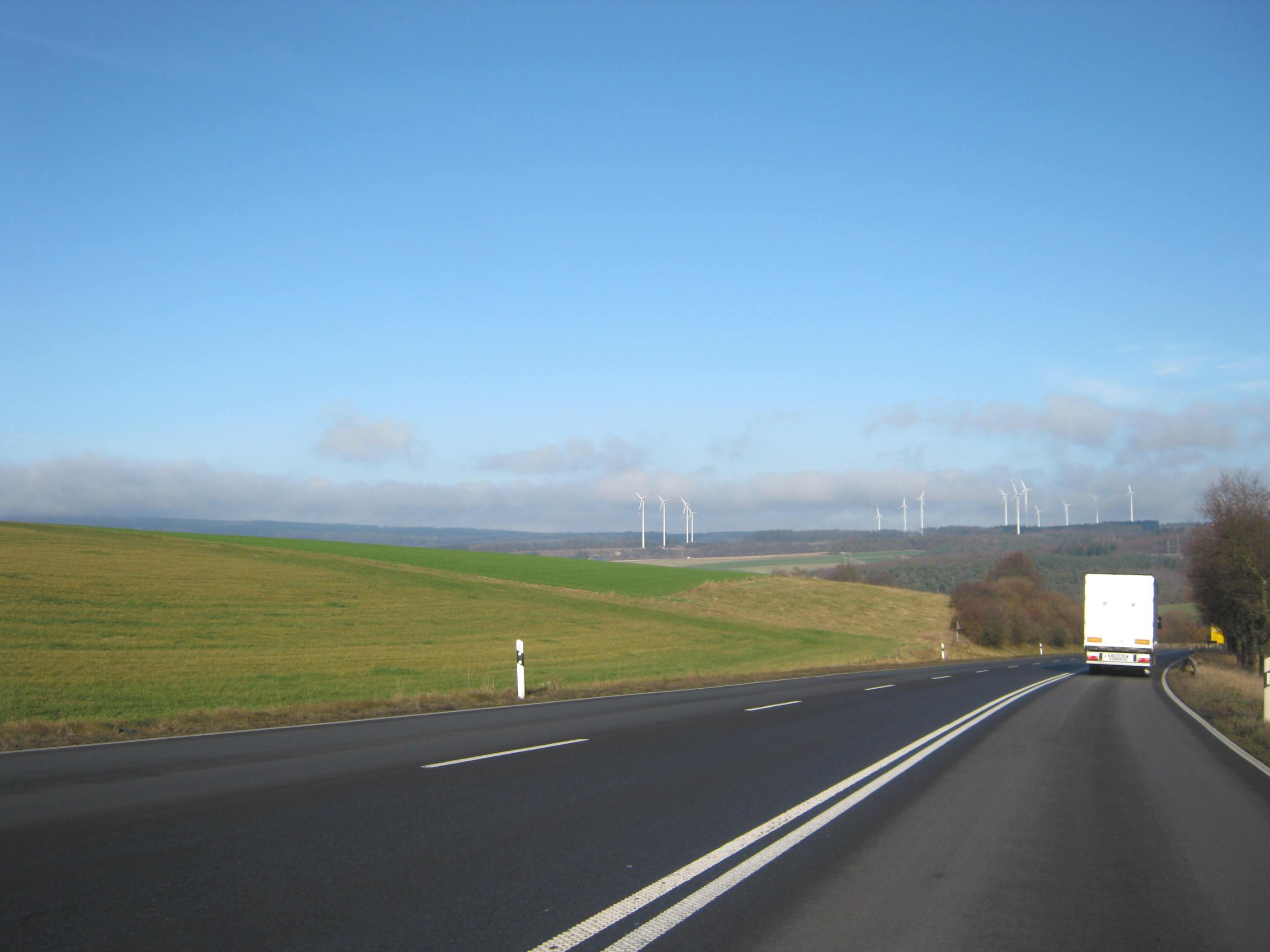
Hunsrückhöhenstraße beim Haardtwald

B 407 – Verlauf

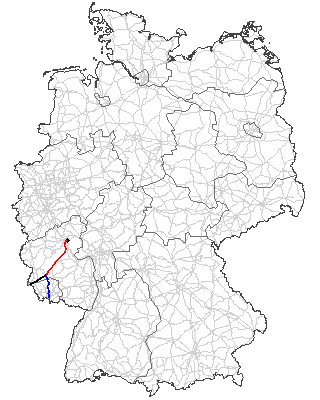
B 327 – Verlauf

Die Hunsrückhöhenstraße (Straße der weiten Aussicht) führt quer über den Hunsrück, 157 Kilometer von Saarburg bei Trier über Zerf, Kell am See, Reinsfeld, Hermeskeil, Thalfang, Morbach, Hahn, Kappel (Hunsrück) (höchste Stelle im Vorderhunsrück 527 m), Kastellaun und Emmelshausen nach Koblenz. Meistens folgt sie der B 327 und der B 407.

## Verlauf
Von West nach Ost:
die Straße folgt von Saarburg bis Hermeskeil-Abtei der B 407 und trifft dort auf die B 327, die ab Morbach (Belginum) mit der B 50 (Europastraße 42) zusammen verläuft.
Bei Büchenbeuren/Lautzenhausen zweigt sie ab auf die L 182, die bei Bärenbach/Hahn auf die L 193 trifft.
Diese geht bei Kappel über in die B 327.
Bei Dörth/Emmelshausen geht sie über in die L 214, die bei Nörtershausen-Pfaffenheck/Boppard wieder zur B 327 wird,
und dann nach Koblenz führt.

## Geschichte
Die Hunsrückhöhenstraße wurde in den Jahren 1938 und 1939 von Koblenz bis zur Saar unter Einbeziehung zahlreicher vorhandener Trassen als militärisch-strategische Aufmarschstraße (vgl. Strategische Bahn) zur damaligen deutsch-französischen Grenze (Westwall) erbaut. Anschließend wurden zu beiden Seiten der Straße in den Wäldern Nachschublager eingerichtet. Im Bereich des heutigen Standortübungsplatzes Kastellaun wurde ein Feldflugplatz erbaut. Dabei wurden viele keltische Hügelgräber entdeckt, jedoch die meisten zerstört, unter anderen auch das Wagengrab von Bell.
Nach der Fertigstellung (140 km in nur 100 Tagen, auch unter Mithilfe der Organisation Todt) wurde die Strecke erst als  Hunsrückstraße, dann als Reichsstraße 327 bzw. Reichshöhenstraße bezeichnet. Der Name Hunsrückstraße findet sich heute noch als Straßenname in verschiedenen Orten, zum Beispiel in Reinsfeld.
Mittlerweile ist die Hunsrückhöhenstraße zwischen der Abfahrt Raversbeuren und der Einmündung der B 50 unterbrochen. Durch die westliche Verlängerung der Startbahn des Flughafens Hahn wurde die Bundesstraße 327 in diesem Bereich abgebaut. Die Streckenführung führt von Koblenz aus ab Kappel Richtung B 50, wo die neue Strecke auch schon die Bezeichnung B 327 trägt.

## Römerstraßen
Die Hunsrückhöhenstraße folgt zum Teil der Trasse einer römischen Militärstraße, die von Augusta Treverorum (Trier) über Noviomagus (Neumagen-Dhron) und Belginum (bei Wederath) führte. Danach zweigte eine Trasse nach Osten ab, die über Dumnissus (Kirchberg) und Bingium (Bingen) nach Mogontiacum (Mainz) verlief. Diese Straße ist in der römischen Straßenkarte des 4. Jahrhunderts eingezeichnet (Tabula Peutingeriana) und in dem Gedicht Mosella des römischen Dichters Decimius Magnus Ausonius (368) erwähnt, weshalb sie heute auch Ausoniusstraße oder Ausoniusweg genannt wird.
Geradeaus ging es weiter nach Bell (bei Kastellaun), von dort aus führte ein Zweig über Beltheim, Sevenich und Schöneck in Richtung Koblenz, ein anderer nordöstlich über die Höhe nach Gammelshausen und Braunshorn in Richtung Boppard.

## Sehenswürdigkeiten, Tourismus
Die Hunsrückhöhenstraße ist heute zwischen Koblenz und Saarburg als Ferienstraße in Rheinland-Pfalz beschildert.
Sehenswürdigkeiten im Streckenverlauf:
- Südbrücke (Koblenz)
- Stadion Oberwerth
- Koblenzer Stadtwald
- Hunsrückbahn von Emmelshausen nach Boppard
- Burgberg und Burgruine Kastellaun
- Flughafen Hahn
- Stumpfer Turm (Morbach)
- Archäologiepark Belginum bei Wederath
- Flugausstellung Hermeskeil
- Saarburg (Burg)

## Film
Der Bau der Hunsrückhöhenstraße wird im „Teil 4: Reichshöhenstraße (1938)“ des Filmepos Heimat – Eine deutsche Chronik von Edgar Reitz thematisiert.